# Aisha Tyler
Aisha Tyler (San Francisco, Califòrnia, Estats Units, 18 de setembre de 1970) és una actriu i presentadora de televisió estatunidenca.
És coneguda sobretot per haver actuat en sèries televisió de culte com Friends, 24 hores chrono i com personatge principal a la primera temporada de la sèrie fantàstica Ghost Whisperer amb Jennifer Love Hewitt, que la descobreix al gran públic.
Rostre familiar de la televisió, fa igualment de presentadora de diversos shows americans.
Des de 2015, és un dels personatges principals de la sèrie policíaca Criminal Minds.

## Biografia
Aisha és filla de Robin Gregory, mestra i de James Tyler, fotògraf. Després d'haver viscut un any a Etiòpia, la família marxa a viure a un Àixram als Estats Units. Els seus pares es divorcien, de comú acord, quan té 10 anys. Va ser educada pel seu pare mentre que la seva germana ho va ser per la seva mare.
Desenvolupa molt ràpidament un interès per la comèdia a l'escola secundària McAteer a San Francisco, que es beneficia d'un programa especial. Durant el seu aprenentatge, coneix l'actor Sam Rockwell, amb qui exercita l'ofici d'actriu.
Diplomada en ciències polítiques, Aisha Tyler abraça la carrera d'actriu quan s'instal·la a Los Angeles.

### Carrera
Des de 1996, apareix a les sèries Nash Bridges i El Camaleó. Després de passar per la pantalla gran en papers menors, aconsegueix un paper secundari en la comèdia familiar Hyper Noël, el 2002.
El 2003, és descoberta pel gran públic per la sèrie televisada Friends, on hi interpreta l'amiga de Ross i de Joey, durant les dues últimes temporades d'aquest show d'èxit, considerat de culte. Aisha es nominada en la cerimònia dels premis Teen Choice en la categoria millor actriu en una sèrie de televisió. Segura amb aquesta nova visibilitat, multiplica les aparicions l'any següent. Obté papers regulars a  Experts  i 24 hores chrono i interpreta les estrelles convidades a la sulfurosa sèrie  Nip/Tuck  abans d'unir-se a Jennifer Love Hewitt en la primera temporada de Ghost Whisperer.
Al cinema, se la troba a la comèdia The Santa Clause 3: The Escape Clause (2006) i al film d'acció Death Sentence (2007) amb Kevin Bacon, film que divideix la critica. El 2008, alterna els gèneres, sent al cartell del film independent Meet Market i del blockbuster fantàstic Històries encantades amb Adam Sandler i Keri Russell, autèntic èxit al box office mundial.
A partir de 2009 i fins al 2017, dobla un dels personatges principals de la sèrie d'animació Archer. Un treball saludat per dues nominacions per un premi NAACP Imatge, el 2014 i 2016.
L'octubre de 2011, s'uneix al càsting de l'emissió de la televisió americana The Talk, com a copresentadora. Reemplaça Holly Robinson Peete. Aisha és franca i directa, no vacil·la a manifestar les seves posicions i dona suport a la cultura afroamericana, els drets de les dones i la comunitat LGBT. Aquest show és nominat al Premi Emmy al millor Programa d'entrevistes; aquesta cerimònia prestigiosa és considerada com l'equivalent dels Oscars per la televisió.
Per l'E3 de 2012 a 2016, famós saló del vídeojoc a Los Angeles, és la presentadora de la roda de premsa de Ubisoft. També presenta la nova versió de l'emissió d'improvisació teatral Whose Line Is It Anyway? l'any 2013.
2013 és, en efecte, un any frontissa, i encadena les aparicions a ritme sostingut, en nombroses sèries com Glee, Hawaii Five-O i The Millers, on interpreta el seu propi paper. Segueix amb aquest mateix ritme el 2014, apareixent a la sèrie familiar Modern Family, així com als shows Madam Secretary, Two and a Half Men i My comeback, que suposa el retorn a la pantalla petita de Lisa Kudrow, la seva antiga companya a Friends.
El 2015, apareix a la sèrie Conan i a continuació acaba per agafar la sèrie Criminal Minds. S'afegeix al càsting, a partir de l'onzena temporada. El seu personatge Tara Lewis, és una psicòloga especialitzada en psicologia judicial. Reemplaça Jennifer Love Hewitt que havia sorprès la producció decidint no renovar el seu contracte.
El 2016, fa el seu propi paper i signa una aparició com a convidada en un episodi de la sèrie fantàstica  Supergirl.

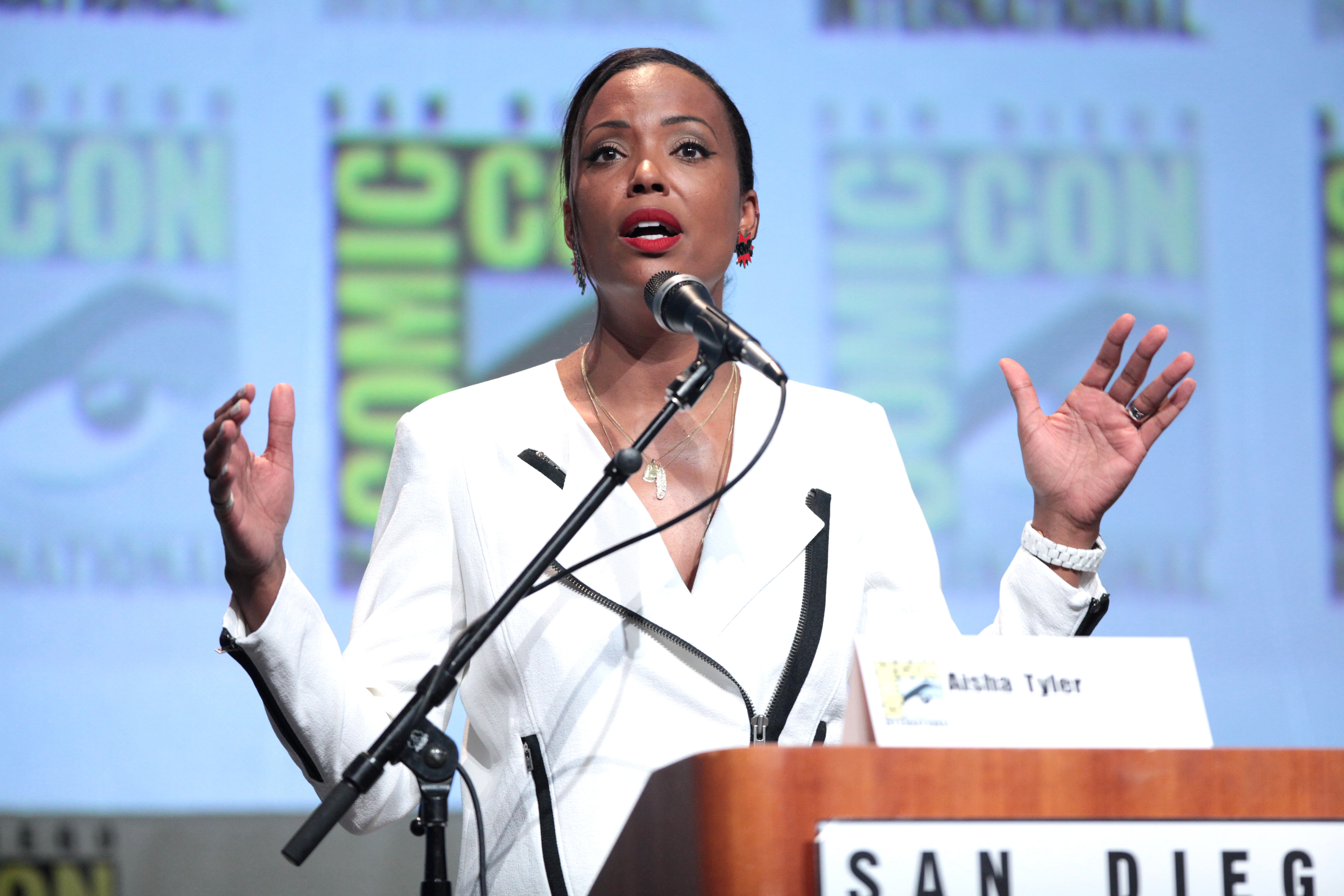
Aisha Tyler en el Comic-Con de San Diego, el 2015.

El 2017, en el Festival de cinema de Newport Beach, rep el premi Artist of Distintion en reconeixement de les seves diferents contribucions al medi de la diversió així com els seus compromisos i el seu activisme. Aprofita aquest festival per presentar el seu primer llargmetratge com a directora, el thriller dramàtic Axis que posa en escena alguns dels seus col·legues de Criminals Minds com Paget Brewster, Kirsten Vangsness o Thomas Gibson. El film va ser aplaudit per la critica i va assolir dos premis en el festival, un d'ells el premi d'honor.
Aquell mateix any, és una de les presentadores de The Talk, i aconsegueix el premi Daytime Emmy a la millor emissió de talk show. Malgrat aquest evident èxit, l'actriu anuncia que abandona la presentació d'aquesta emissió el juny, després de més de sis anys. Aquell mateix mes, la producció de Criminals Minds anuncia la promoció de l'actriu com a personatge principal.

### Vida privada
Des de 1992, va estar casada amb Jeffrey Tietjens. Anuncia el seu divorci, l'abril de 2016, després de més de vint anys de matrimoni. Segueix un llarg procediment en relació amb el repartiment de béns i les pensions, però el divorci és oficial el maig de 2017.
Obertament demòcrata, apareix el 2008 al clip Yes We Can, encarregat d'assegurar la promoció de la campanya presidencial de Barack Obama.
Aisha anuncia el seu suport a la comunitat LGBT i publica d'altra banda un llibre titulat Self-Inflicted Wounds: Heartwarming Tales of Epic Humiliation, el 2013.

## Filmografia

### Cinema
- 2000: Dancing in September: Woman with Weave
- 2001: Moose Mating: Josie
- 2002: The Santa Claus 2: Mare Nature
- 2003: One Flight Stand: Alexis
- 2004: Never Die Alone: Nancy
- 2004: Meet Market: Jane
- 2006: The Santa Clause 3: The Escape Clause: Mare Nature
- 2006: Calibre 45: Liz
- 2007: Death Sentence: Detectiu Wallis
- 2007: The Trap: Angela
- 2008: Històries encantades: Di Hynde
- 2008: Pilotes de foc: Mahogany
- 2009: Black Water Transit: Casey Spandau
- 2012: The Babymakers: Karen
- 2017: Axis de Aisha Tyler: Louise (veu)

### Televisió

#### Sèries
- 1996: Nash Bridges: Periodista (temporada 1, episodi 4)
- 1999: El Caméléon: Angela, la productora de ràdio (temporada 3, episodi 16)
- 2001: Larry i el seu melic: L' amiga de Shaquille O'Neal (temporada 2, episodi 8)
- 2002: Botifarres Party: Jamie (temporada 1, episodi 7)
- 2003: Els Experts: Miami: Janet Medrano (temporada 1, episodi 24)
- 2004: Friends: Charlie Wheeler, professor a la universitat de Ross, sort amb Joey a continuació Ross (temporada 9 episodis: 9-20, 9-21, 9-22, 9-23, 9-24 i temporada 10 episodis: 10-01, 10-02, 10-05, 10-06)
- 2004: Nip/Tuck: Manya Mabika (temporada 2, episodi 3)
- 2004-2005: CSI: Crime Scene Investigation: Mia Dickerson (13 episodis)
- 2005: 24: Marianne Taylor (temporada 4 - 7 episodis)
- 2005-2006: Ghost Whisperer: Andrea Moreno (temporada 1 - 23 episodis)
- 2007: Boston Justice: Taryn Campbell (temporada 3, episodi 24)
- 2007: Els Boondocks: Luna (veu) (temporada 2, episodi 6)
- 2008: Reno 911 !: Befany Dangle (temporada 5, episodi 6)
- 2010: Forgotten: Lydia Townsend (temporada 1, episodi 16)
- 2011-2012: XIII, la sèrie: Major Lauren Jones (15 episodis)
- 2012: Glee: Mare de Jake Puckerman (temporada 4, episodi 10)
- 2013: Team Unicorn: Myra (temporada 1, episodi 6)
- 2013: Hawaii Five-O: Savannah Walker (temporada 3, episodi 21)
- 2013: The Millers: ella mateixa (temporada 1, episodi 8)
- 2014: Modern Family: Wendy (temporada 5, episodi 16)
- 2014: Madam Secretary: ella mateixa (temporada 1, episodi 1)
- 2014: Two and a Half Men: Allison (temporada 12, episodi 1)
- 2014: El meu comeback: ella mateixa (temporada 2, episodi 7)
- 2015: Conan: Diner patró (temporada 6, episodi 20)
- 2016: Supergirl: ella mateixa (temporada 1, episodi 16)
- 2009-present: Archer: Lana Kane (veu)
- 2015 - present: Criminal Minds: Tara Lewis, psicòloga especialitzada en psicologia judicial (des de la temporada 11)

#### Telefilms
- 1996: Grand Avenue: noia #1
- 2004: My Life, Inc.: Melanie Haywood
- 2006: For One Night: Desiree Howard

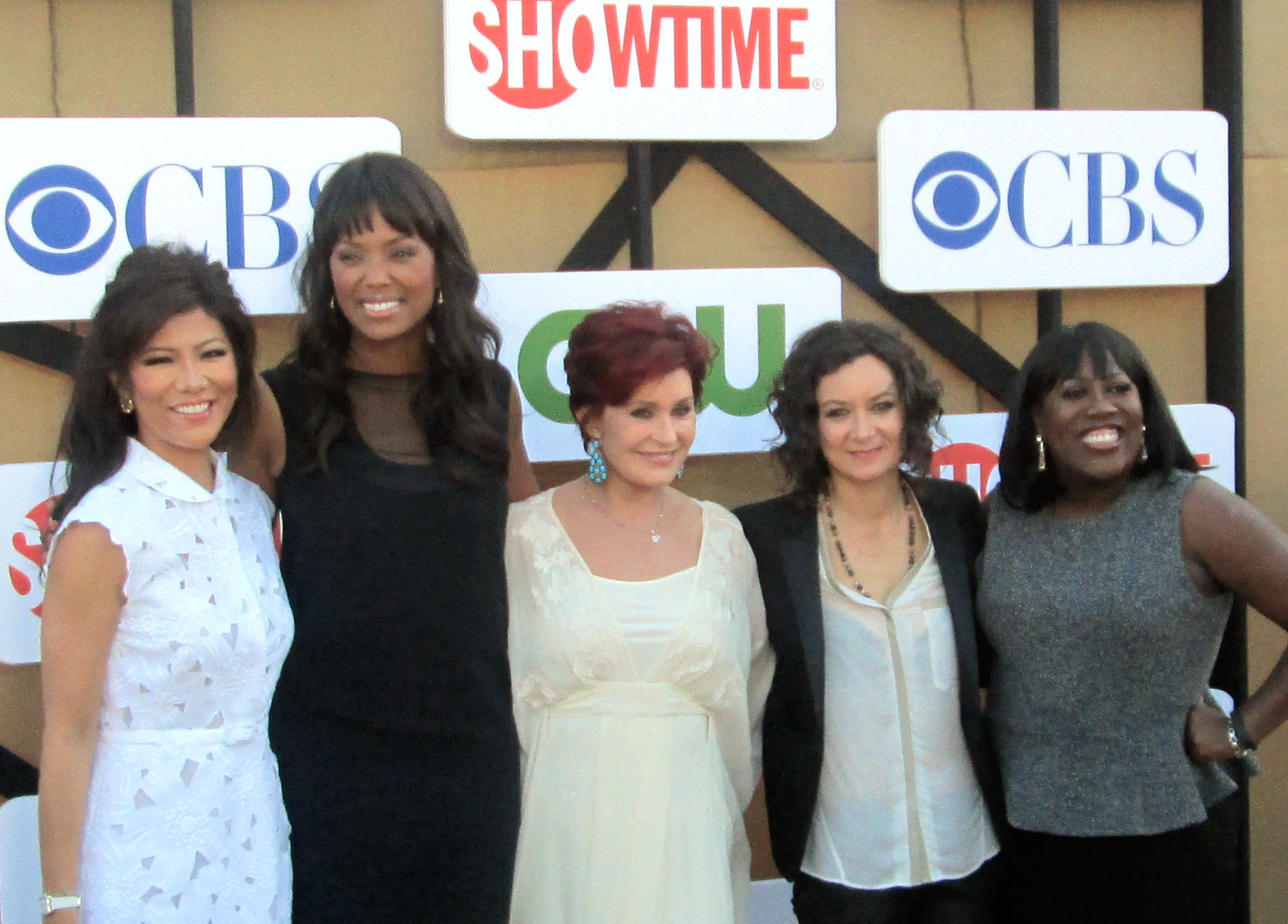
Els membres de l'equip de l'emissió de televisió The Talk: Julie Chen, Aisha Tyler, Sharon Osbourne, Sara Gilbert i Sheryl Underwood l'any 2012.

- 2010: Open Book: Lydia
- 2011: Herd Mentality: Selena

#### Emissions de televisió
- 2001: E!'s Live Countdown to the Academy Awards: Corresponsal
- 2001-2002: The 5th Wheel: copresentadora
- 2001-2002: Talk Soup: copresentadora
- 2003: 9th Annual Soul Tren Lady of Soul Awards: Copresentadora
- 2003: Spike 52: Hottest Holiday Gifts: Copresentadora
- 2006: Siskel & Ebert & the Movies: Copresentadora de 3 emissions
- 2013-2014: America Now: Corresponsal
- 2014: The Queen Latifah Show: Copresentadora d'una emissió
- 2013-2016: CBS This Morning: Copresentadora
- 2011-2017: The Talk: Copresentadora
- 2007-2017: Entertainment Tonight: copresentadora
- 2013-present: Whose Line Is It Anyway?: Copresentadora

## Premis i nominacions
Llevat d'indicació contrària o complementària, les informacions mencionades en aquesta secció provenen de la base de dades IMDb

### Premis
- Premis Daytime Emmy 2017: Millor emissió de talk show, The Talk[16]
- Festival del film de Newport Beach 2017 :
  - Premi d'honor Artist of Distintion per la seva contribució al medi de la diversió així com els seus diversos compromisos.
  - Millor film, Axis
  - Premi d'honor, Axis

### Nominacions
- Premis Teen Choice 2003: Millor actriu en una sèrie televisada per Friends
- Premis NAACP Image 2006: Millor actriu en un segon paper en una sèrie dramàtica per 24 hores chrono
- Premis NAACP Image 2007: Millor actriu en un telefilm o una mini sèrie pel ball de fi d'any
- Premi Emmy 2014: Millor emissió de talk show per The Talk
- Premi NAACP Imatge 2014: Millor actriu en una sèrie còmica per Archer
- Premi Emmy 2015: Millor emissió de talk show per The Talk
- Premi Emmy 2016: Millor emissió de talk show per The Talk
- Premi NAACP Imatge 2016: Millor doblatge per Archer
- Festival de cinema de Nashville 2017: Millor nou realitzador per Axis
- Festival de cinema de Sarasota 2017: Millor film per Axis